# الجميرا (سلسلة فنادق)
فنادق ومنتجعات جميرا هي سلسلة فنادق فاخرة تملكها الحكومة الإماراتية. تأسست مجموعة جميرا في عام 1997 وأصبحت جزءًا من شركة دبي القابضة في عام 2004، وهي مجموعة من الشركات الشخصية للشيخ محمد بن راشد آل مكتوم. يذكر أن لاعب الجولف المحترف روري ماكلروي كان سفير الشركة العالمي من 2007 إلى 2012.

## التاريخ
تأسست الجميرا عام 1997 وأصبحت جزءاً من دبي القابضة عام 2004 المملوكة للشيخ محمد بن راشد آل مكتوم. يقع المقر الرئيسي للمجموعة في دولة الإمارات العربية المتحدة، وتدير 26 منشأة، بما في ذلك المنتجعات المطلة على الشاطئ وفنادق المدينة والمساكن الفاخرة المخدومة في جميع أنحاء الشرق الأوسط وأوروبا وآسيا.
تشمل الجميرا المطلة على الشاطئ في دولة الإمارات العربية المتحدة عقارات بارزة مثل جميرا برج العرب، فندق جميرا بيتش، جميرا زعبيل سراي، جميرا جزيرة السعديات، جميرا مرسى العرب، جميرا ريزيدنسز مرسى العرب، ومدينة جميرا، التي تضم جميرا النسيم، جميرا. القصر، وجميرا دار المصيف، وجميرا ميناء السلام. وتشمل فنادق المدينة التابعة للمجموعة جميرا أبراج الإمارات، وفندق جميرا كريكسايد، وجميرا ليفينج مارينا جيت، وزعبيل هاوس ذا جرينز، وجميرا ليفنج في مركز التجارة العالمي.

## عقارات الجميرا
تشمل أنشطة جميرا إدارة منتزه وايلد وادي المائي، ومنتجع تاليس، ومطعم جميرا (قسم المطاعم في الشركة)، ويدير كلاً من أكاديمية الإمارات لإدارة الضيافة  وجميرا للضيافة.

### الشرق الأوسط
- برج العرب - دبي
- مدينة جميرا - دبي وتشمل جميرا القصر، جميرا دار المصيف، جميرا ميناء السلام وجميرا النسيم
- فندق جميرا بيتش - دبي
- جميرا زعبيل سراي - نخلة جميرا - دبي
- جميرا مرسى العرب
- فندق جميرا كريك سايد - دبي
- فندق جميرا أبراج الإمارات - دبي
- جميرا ليفينج مارينا جيت - مارينا، دبي
- مساكن جميرا ليفنج في المركز التجاري العالمي - دبي
- زعبيل هاوس ذا جرينز
- جميرا في منتجع جزيرة السعديات - أبو ظبي
- منتجع وسبا جميرا خليج البحرين - البحرين
- فندق ومنتجع جميرا شاطئ المسيلة - الكويت
- جميرا خليج مسقط - عمان
- جبل عمر جميرا - السعودية

### آسيا
- جميرا بالي
- جميرا جوانزو
- جميرا المالديف في جزيرة أولهاالي - جزر المالديف
- جميرا نانجينغ
- فندق جميرا هيمالايا - شنغهاي

### أوروبا
- قصر كابري - كابري
- كارلتون تاور - لندن
- فندق جميرا لاوندز - لندن
- فندق ومنتجع جميرا بورت سولير - مايوركا

## الروابط الخارجية
- الموقع الرسمي